# Naïma Zitan
Naïma Zitan, née le 16 octobre 1967 à Nador au Maroc, est une metteuse en scène de théâtre, dramaturge, auteure et professeure de théâtre marocaine. Ses pièces sont écrites en arabe classique et en arabe dialectal marocain. Elle est également réalisatrice de courts métrages.
Elle est fondatrice de Théâtre Aquarium dont elle demeure la directrice artistique depuis sa création en 1994.

## Biographie

### Famille
Naïma Zitan est la fille de Amina Touihini et d'Abdeslam Zitan. Son père, vétérinaire de profession, est nommé dans des régions reculées du Nord Est du Maroc, dans lesquelles elle passe une partie de son enfance jusqu’à l’installation définitive de la famille dans la ville de Chefchaouen, d’où est originaire sa branche paternelle. Troisième d’une famille de sept enfants, elle a quatre sœurs et deux frères.

### Débuts
Naïma Zitan suit ses études secondaires dans la ville de Chefchaouen où elle obtient un baccalauréat en lettre, tout en pratiquant le théâtre et la musique durant 5 ans au conservatoire de musique de la ville. Son instrument de prédilection est le piano, mais elle développe un intérêt particulier pour les percussions.
Elle quitte Chefchaouen pour suivre sa formation à l’Institut Supérieur d’Art Dramatique et d’Animation Culturel de Rabat en 1989. Elle obtient son diplôme en animation culturelle en 1994 et fonde la même année avec Bousselham Daïf et Latifa Baouali également diplômés du même institut l’Association Théâtre Aquarium qui est dans un premier temps domiciliée dans son propre appartement. Dès ses débuts, elle s’oriente vers la mise en scène et commence à développer son travail dans la direction de comédiens.
Durant ses années d’études secondaires et supérieures, Naïma Zitan se mobilise au sein d’associations de défense des droits humains et des droits des femmes, au côté de grands noms de ce mouvement tels que Latifa Jbabdi, Zhor Alaoui, Aïcha Lakhmass. Elle rejoint l’Association Marocaine des Femmes Progressistes durant 4 années. À la suite de son entrée dans la vie active, elle décide de traduire son engagement militant au travers du théâtre et de ses créations. Elle intervient également comme conseillère auprès de Global Fund for Women, avant d’être élue présidente du Syndicat National des professionnels du théâtre de la région de Rabat. Elle rejoint en 2016 le Conseil National des Droits de l’Homme de la région de Rabat sous la direction de Abdelkader Azrii.

### Carrière
Parallèlement à son travail dans le cadre de l’Association Théâtre Aquarium, Naïma Zitan décroche en 1995 un poste au sein de la division des Arts qui vient d’être créée par le Ministère de la Culture et qui est rattachée à la direction des Arts. Elle sera dans un premier temps chef de service de la Formation Théâtrale, puis chef de service des Arts Populaires, avant d’être chargée au sein d’une cellule de l’organisation des festivals au Maroc durant une période qui durera une dizaine d’année. A l’arrivée de Touria Jabrane comme Ministre de la Culture en 2007, une réforme du ministère est mise en place, les festivals seront désormais gérés au niveau régional. Des centres d’enseignements des Arts Dramatiques sont créés à travers le Maroc, et Naïma Zitan est mandatée en 2010 afin d’enseigner la dramaturgie  et l’interprétation au sein du centre créé dans la ville de Rabat,.
Au début de sa carrière dans le théâtre, Naïma Zitan commence par travailler sur des œuvres d’auteurs internationaux tels que Eugène O’Neill ou Alfonso Sastre qu’elle adapte en arabe dialectale et sur le plan dramaturgique afin de les rendre accessibles au public marocain. Il en résultera les trois premières pièces qui seront jouées par Théâtre Aquarium de 1994 à 1996. En 1996, elle fait le choix de travailler sur la pièce d’Alfonso Sastre Escadron en route vers la mort où elle attribut le rôle de soldats à des femmes. Cette pièce représente pour elle un déclic à la suite duquel, elle décide de travailler sur des spectacles qui seront spécifiques au contexte marocain,.
À partir de 1999, Naïma Zitan fait appel à des auteurs marocains, pour sa première collaboration avec l’écrivaine Halima Zine Alabidine, elle met en scène Histoires de Femmes. Il découlera de cette rencontre entre les deux femmes d’autres travaux et de nombreux échanges. C’est à cette même période que l’orientation des travaux de Naïma Zitan sera donnée, toutes les pièces qui suivront se feront l’écho de ses engagements militants et participeront d’une part à la dénonciation des violences subies par les femmes au sein de la société marocaine, et d’autre part elles viendront accompagner les revendications de la société civile marocaine.
En 2008, une opportunité de financement provenant de Global Fund for Women permet à Théâtre Aquarium de s’installer dans des locaux qui lui sont propres. Théâtre Aquarium s’installe dans une maison de type traditionnel à patio dans le quartier populaire de Akkari et devient l’un des premiers théâtres de quartier du pays. De nouvelles activités se développent alors au sein de Théâtre Aquarium telles que des formations, des ateliers, des soirées artistiques, des expositions…
En 2012, elle est contactée par Maha Sano qui lui propose de travailler sur une pièce qui traite du tabou dans la société marocaine autour de la sexualité de la femme. Des ateliers de paroles et des séries de questionnaires sont organisés, regroupant plus de 120 femmes de différentes couches sociales, au sein de Théâtre Aquarium. À la suite de ces rencontres, Maha Sano écrit Rbiaa al kalb, le texte est retravaillé par Naïma Zitan et rebaptisé Dialy. La pièce provoque de très nombreuses réactions, et la metteuse en scène ainsi que les comédiennes (Farida Bouazzaoui, Nouria Benbrahim et Amale Benhaddou) se retrouvent prises pour cibles par les détracteurs les plus conservateurs,,,.
En 2013, sous l’impulsion de Naïma Zitan, Théâtre Aquarium se lance dans l'expérience du théâtre forum. Durant une période de neuf mois, des tables rondes sont organisées traitant d’enjeux essentiels de la société marocaine. Ces tables rondes ont pour but de rassembler la matière qui permet l’écriture de scènes courtes présentées au public dans un second temps. Les thématiques abordées traitent de tabous de la société tels que: le mariage des mineures violées à leur violeur, l’avortement, le tourisme sexuel, le travail des petites filles mineures comme femme de ménage, l’art propre, les femmes et la politique, les femmes dans l’espace public.
En 2014, le théâtre National Mohamed V contacte Naïma Zitan afin de rendre hommage au metteur en scène marocain Tayeb Saddiki. Elle met en scène la pièce Shour,.
En 2015, Naïma Zitan s’oriente vers une autre population invisibilisée, celle des prostituées se trouvant dans les milieux carcéraux. Tirés d’histoires vraies collectées auprès de prostituées détenues en prison dans la ville de Tanger, les textes de Rachid Amahjour sont retravaillés d’un point de vue dramaturgique par la metteuse en scène, afin d’aboutir à la pièce de théâtre Telfa portée par les comédiennes Jamila El Haouni, Amale Benhaddou, Hajar El Hamidi et Chaïmae Jbiri,.
Au décès de la sociologue Fatima Mernissi survenu en 2015, Naïma Zitan est sollicitée en 2017 par la chair Fatima Mernissi pour présenter un spectacle qui lui rende hommage. La metteuse en scène fait appel pour la seconde fois durant sa carrière à son amie de longue date, l’écrivaine Halima Zine Elabidine, pour l’écriture du texte basé sur l’ouvrage Rêves de Femmes. La pièce portant le nom Fatéma voit le jour.
La metteuse en scène traite durant l’année 2018 de deux sujets qui concernent la condition de la femme au Maroc : l’héritage, dans la pièce de théâtre Trez El Hsab, et l’accouchement, dans Nezlou 3la Slamtkoum, où à nouveau elle inverse les rôles et met deux hommes dans la situation de grossesse,.
En 2019, Naïma Zitan fait appel à une dizaine d’auteurs marocains, journalistes et écrivains afin de produire des textes courts autour de la question du masque sociétal et de la violence qui peut se cacher derrière. Après un travail dramaturgique conséquent, la metteuse en scène produit la pièce de théâtre Le Masque. Cette dernière ne sera jouée devant un public qu’en 2021 en raison de la crise sanitaire liée à l’épidémie de Covid-19 que connaît le monde à partir de 2020.
En 2022, le Festival international des femmes metteuses en scène de Rabat (JASSAD) est créé dans le cadre d'une collaboration entre Théâtre Aquarium et Théâtre Anfass. La pièce Le Masque fait l’ouverture de la première édition du festival en octobre 2022,,,.

## Œuvres

### Mises en scène
- 1994 : Mouchahanat. Texte de Catherine Heaz. Adaptation de Naïma Zitan.
- 1996 : Avant le petit déjeuner. Texte d’Eugène O’neil. Adaptation de Naïma Zitan.
- 1996 : Escadron en route vers la mort. Texte d’Alfonso Sastre. Adaptation de Naïma Zitan.
- 1999 : Histoires de femmes. Texte de Halima Zine ElAbidine Dramaturgie de Naïma Zitan.
- 2001 : Lif may n’qot. Texte de Hassan Benjeddi et Naïma Zitan.
- 2004 : Chaqaiqou annou’amane. Texte de Bachir Kamari. Dramaturgie de Naïma Zitan.
- 2006 : Rouge+Bleu= Violet. Texte de Naïma Zitan.
- 2008 : Tata M’barka. Texte de Khadija Tnana. Dramaturgie de Naïma Zitan.
- 2009 : Chkoun fih difou. Texte de Naïma Zitan.
- 2009 : El hor bel ghamza. Texte de Mohamed El Hor. Dramaturgie de Naïma Zitan.
- 2010 : Pour Eux. Montage de textes poétiques de différents auteurs. Dramaturgie de Naïma Zitan[22].
- 2011 : Clackage. Texte de Ahmed Sbiaa.
- 2012 : Voix off. D’après le texte d’Abdelkader Chaoui Kana oua Akhaouatouha. Dramaturgie de Naïma Zitan.
- 2012 : Dialy. Texte de Maha Sano et Naïma Zitan.
- 2015 : Telfa. Texte de Rachid Amahjour. Dramaturgie de Naïma Zitan.
- 2015 : Shour. Texte de Tayeb Saddiki. Dramaturgie de Naïma Zitan.
- 2015 : Dewar lfrarja. Texte de Naïma Zitan.
- 2017 : Fatéma. Texte de Halima Zine Elabidine. Dramaturgie de Naïma Zitan.
- 2018 : Trez lahsab. Texte de Hassan Hamouch. Dramaturgie de Naïma Zitan.
- 2018 : Nezlou 3la slamtkoum. Texte de Naïma Zitan.
- 2019 : Le masque. Texte de différents journalistes et écrivains. Dramaturgie de Naïma Zitan.
- 2022 : Ounkoud arih. Texte de Anas El Aakil. Dramaturgie de Naïma Zitan.
- 2023 – Tayr Lil. Texte de Bouchra Chérif et Naïma Zitan.

### Courts métrages
- 2020 : Belmekloub
- 2021 : Raida

### Publications
- 2015 : Rouge+Bleu = Violet, pièce de théâtre[23]
- 2015 : Erotika, recueil de poèmes[24]